# Erich Ebermayer
Erich Ebermayer, né le 14 septembre 1900 à Bamberg (Royaume de Bavière) et mort le 22 septembre 1970 à Terracine (Italie), est un écrivain allemand.

## Biographie
En 1924, Erich Ebermayer publie son premier roman Doktor Angelo, dans lequel il aborde prudemment son propre problème de vie, l'homosexualité. Le livre a un certain succès, ce qui le motive à continuer à travailler en tant qu'écrivain en plus de sa profession d'avocat de la défense. Il fréquente les mêmes cercles que Klaus Mann et Ernst Toller, est ami de Stefan Zweig et est fortement influencé par Lebenslehre de Johannes Müller, le seigneur de Schloss Elmau.
En 1927, il remporte son premier succès avec la pièce Kaspar Hauser, jouée au Kammerspiele de Hambourg avec Gustaf Gründgens dans le rôle-titre. Avec le roman Kampf um Odilienberg (1929) traitant du Landerziehungsheim (de), dans lequel il relate son amitié avec l'éducateur réformateur Gustav Wyneken, il est également connu à l'étranger. Il est suivi du roman d'après-guerre Jürgen Ried et du drame Professor Unrat, d'après Heinrich Mann, joué au Burgtheater.
En 1932, il publie le roman Werkzeug in Gottes Hand, dans lequel il traite du monde de Johannes Müller et qui paraît peu de temps avant que les nazis ne prennent le pouvoir (le Machtübernahme).

### Troisième Reich
Ebermayer rejette le régime, et subit des attaques violentes, mais ses cousins Philipp Bouhler, chef de la chancellerie du Führer, et Fritz Todt, ministre du Reich et fondateur de l'Organisation Todt, le protègent à plusieurs reprises. D'autre part, il joue habilement avec les différents courants, Goebbels et Goering étaient pour lui, Rosenberg et Streicher contre lui. Il a également pris des risques, sa secrétaire Emilie Heymann étant juive, il l'a aidée avec de faux papiers.
Déjà dans la République de Weimar, il était considéré dans les milieux populaires comme un « poète système » et un « ami des Juifs ». Après 1933, la plupart de ses livres sont interdits et ceux qui sont prohibés ne sont plus édités, mais l'industrie du cinéma ne veut pas abandonner ses talents. Ainsi le film Les Vaincus (1936) avec Emil Jannings dont il a écrit le scénario reçoit le prix d'État de Joseph Goebbels.

## Filmographie (scénariste)

### Cinéma
- 1935 : Der grüne Domino
- 1935 : Le Domino vert
- 1936 : Die Stunde der Versuchung
- 1936 : Les Vaincus
- 1936 : Seine Tochter ist der Peter
- 1937 : Liebe kann lügen
- 1937 : Madame Bovary
- 1937 : Un ennemi du peuple
- 1938 : Bruyant Mensonge
- 1938 : Monika
- 1938 : Peter spielt mit dem Feuer
- 1939 : Les Mains libres
- 1939 : The Right to Love
- 1940 : Wie konntest Du, Veronika!
- 1941 : Oh, diese Männer
- 1942 : Vive la musique
- 1942 : Wenn du noch eine Heimat hast
- 1943 : Die Jungfern vom Bischofsberg
- 1943 : Die goldene Spinne
- 1944 : Der gebieterische Ruf
- 1944 : Die Zaubergeige
- 1944 : Die schwarze Robe
- 1944 : Meine vier Jungens
- 1944 : Philharmoniker
- 1945 : Die Jahre vergehen
- 1954 : L'Amiral Canaris
- 1955 : Eine Frau genügt nicht?
- 1955 : Jeunes Amours
- 1956 : Beichtgeheimnis
- 1958 : Nur eine Frau
- 1959 : Le Phalène bleu

### Télévision

#### Séries télévisées
- 1964 : Die fünfte Kolonne

#### Téléfilms
- 1965 : Der Fall Maria Schäfer
- 1966 : Der Fall Angelika
- 1966 : Der Fall Hau
- 1967 : Die Voruntersuchung
- 1967 : Zwei ahnungslose Engel
- 1969 : Zwei ahnungslose Engel

## Récompenses et distinctions
- Officier de l'ordre du Mérite de la République fédérale d'Allemagne